# Kuoppajärvi (Karesuando socken, Lappland, 758438-180231)
Kuoppajärvi är en sjö i Kiruna kommun i Lappland och ingår i Torneälvens huvudavrinningsområde. Sjön har en area på 0,0705 kvadratkilometer och ligger 268,9 meter över havet.

## Delavrinningsområde
Kuoppajärvi ingår i det delavrinningsområde (758093-180410) som SMHI kallar för Ovan VDRID = Suopatusjoki i Muonioälvens vattendr*. Medelhöjden är 275 meter över havet och ytan är 18,29 kvadratkilometer. Räknas de 242 avrinningsområdena uppströms in blir den ackumulerade arean 7 964 kvadratkilometer. Muonioälven (Njärrejåkkå) som avvattnar avrinningsområdet har biflödesordning 2, vilket innebär att vattnet flödar genom totalt 2 vattendrag innan det når havet efter 359 kilometer. Avrinningsområdet består mestadels av skog (66 procent) och sankmarker (29 procent). Avrinningsområdet har 0,86 kvadratkilometer vattenytor vilket ger det en sjöprocent på 4,7 procent.